# Arvid Reutercrona
Gustaf Arvid Reutercrona, född 11 november 1874 i Tjällmo församling, Östergötlands län, död 11 december 1958 i Göteborg, var en svensk ingenjör. Han var son till Axel Reutercrona.
Efter mogenhetsexamen i Norrköping 1892 utexaminerades Reutercrona från Chalmers tekniska läroanstalts avdelning för kemiteknik 1897 och från Polytechnikum i Zürich 1899. Han blev kemist vid Alby kalciumkarbidfabrik 1899, assistent vid Stockholms gasverk (Klaragasverket) 1901, var föreståndare för Gävle stads gasverk 1904–1916, chef för Uppsala gasverk 1916–1920, bedrev egen affärsverksamhet 1920–1923, var ingenjör och kontorschef vid AB Göteborgs Hartsoljefärgfabrik 1923–1941 och innehade egen agentur- och handelsrörelse, firma A. Reutercrona, 1941–1947.